# Constitución de la República Árabe Saharaui Democrática
Una constitución de la República Árabe Saharaui Democrática ( RASD ) se promulgó por primera vez en el año 1976, pero ha sido revisada varias veces desde entonces. La última modificación importante se produjo en 1991 por el Congreso del Frente Polisario, pero el Consejo Nacional Saharaui, el parlamento saharaui en el exilio, modificó aún más esta versión en 1995 y 1999.
La constitución establece una separación de poderes entre los poderes judicial, legislativo y ejecutivo . Nombra el árabe como el idioma nacional y el Islam como la religión del estado, y otorga a todos los ciudadanos la libertad de expresión y el derecho a la propiedad . Además, determina que un Sahara Occidental independiente será una democracia multipartidista con una economía de mercado . Actualmente, sin embargo, la constitución vincula a la RASD con el Frente Polisario, que está trabajando para establecer un Sahara Occidental independiente. Por ejemplo, el Secretario General del Frente Polisario (ahora Brahim Gali) es constitucionalmente idéntico al Presidente de la República Árabe Saharaui Democrática, hasta la consecución de la independencia.
Esto se debe a que la constitución diferencia entre antes y después de que el Sáhara Occidental sea independiente. Por lo tanto, varias cláusulas no entrarán en vigor hasta la proclamación de la independencia, y luego se producirán varios cambios en el orden político (véanse, por ejemplo, los artículos 9, 10, 30, 31, 45). Entre otras cosas, la constitución detalla una fase de transición luego de declarada la independencia (ver artículos 130-133, Capítulo Tres  ) en la cual el POLISARIO se separa de la república y se transforma en un partido político entre otros. Como tal, la RASD sigue siendo un sistema de partido hegemónico .

## Preámbulo
El pueblo saharaui -un pueblo árabe, africano y musulmán- que decidió lanzar su guerra de liberación en 1973, bajo el liderazgo del Frente POLISARIO, para liberar a su país del colonialismo -y acabar con la ocupación- resuelve así en una larga resistencia. en el que nunca se han detenido durante su historia a defender su libertad y su dignidad, proclaman:

Su determinación de continuar la lucha por la perfección de la soberanía de la República Árabe Saharaui Democrática (RASD) y la integridad de su territorio nacional;
Su respeto por los principios de justicia y democracia contenidos en la Declaración Universal de los Derechos del Hombre (del 10 de diciembre de 1948), en la Carta Africana de Derechos Humanos y Derechos de los Pueblos (del 26 de junio de 1981) y en los tratados internacionales firmados por la RASD;
Su convicción de que la libertad y la dignidad del hombre no es posible excepto en una sociedad donde el imperio de la ley es soberano y donde las condiciones para el desarrollo social se crean de conformidad con los valores de una sociedad estable, dicha sociedad, su civilización , su religión, su cultura nacional, así como las exigencias del mundo moderno;
Su determinación de crear instituciones democráticas que garanticen la libertad y los derechos humanos fundamentales, los derechos económicos y sociales, los derechos de la familia, unidad básica de la sociedad;
Su creencia en la necesidad de construir un Gran Magreb, de concretar la unidad del trabajo de África, la unidad de la nación árabe y de establecer relaciones internacionales basadas en la cooperación, la concordia, el respeto mutuo y el establecimiento de la paz en el mundo.

## Principios generales
- 1.er Capítulo: Saguia el-Hamra y Rio de Oro

Artículo 1: El Sáhara Occidental en sus fronteras reconocidas internacionalmente es una república democrática indivisible, llamada República Árabe Saharaui Democrática (RASD).
Artículo 2: El Islam es la religión del estado y el origen de la ley.
Artículo 3: el idioma árabe es el idioma nacional oficial.
Artículo 4: La capital del país es El Aaiún .
Artículo 5: La bandera, el himno nacional y el escudo de armas de la RASD están definidos por ley.
- 2.do Capítulo: El Pueblo

Artículo 6: El pueblo saharaui es un pueblo árabe, africano y musulmán .
Artículo 7: La familia es la base de la sociedad, fundada en los valores del Islam y la ética .
Artículo 8: La soberanía pertenece al pueblo, que es el origen de cualquier poder.
Artículo 9 y 10: El pueblo ejerce su soberanía constitucional a través de sus representantes elegidos por él en los congresos, hasta la culminación de la soberanía de la RASD sobre todo el territorio nacional .
Artículo 11: El pueblo elige sus instituciones para preservar su identidad y valores, defender la unidad e independencia nacional y garantizar el respeto a los derechos humanos definidos en la constitución.
Artículo 12: Las instituciones populares pertenecen al pueblo. Solo se pueden utilizar para los objetivos para los que fueron creados.
- 3.er Capítulo: El Estado

Artículo 13: El Estado toma su legitimidad de la voluntad del pueblo y solo sirve al pueblo.
Artículo 14: El Estado ejerce su soberanía sobre su territorio, sus aguas territoriales y su espacio aéreo .
Artículo 15: Está prohibido abandonar o ceder cualquier parte del territorio nacional.
Artículo 16: El territorio nacional se divide en wilayas ( provincias ) y dairas ( ciudades ), subdividido en baladias ( distritos ). Sus atribuciones políticas están definidas por ley.
Artículo 17: Los bienes públicos son propiedad del pueblo. Están compuestos por las riquezas minerales, los recursos energéticos, las riquezas de las aguas territoriales y otros bienes definidos por la ley.
Artículo 18: Los bienes públicos del Estado se definen y administran de conformidad con la ley.
Artículo 19: La función del Estado no puede ser una fuente de enriquecimiento, ni un medio para servir intereses privados o intereses de un grupo basado en el regionalismo, el nepotismo o el tribalismo .
Artículo 20: Los consejos electos son el marco en el que el pueblo expresa su voluntad y controla los servicios públicos .
Artículo 21: El Estado es el responsable del orden público y la seguridad de los pueblos y bienes.
Artículo 22: El Ejército de Liberación Popular Saharaui (SPLA) es la fuerza armada del estado y garantiza la soberanía nacional.
Artículo 23: La organización del SPLA y el servicio en el ejército están definidos por ley.
Artículo 24: La RASD persigue en su política exterior:
- Defender el derecho inalienable a la autodeterminación del pueblo saharaui y la culminación de la soberanía nacional sobre todo el territorio nacional,
- Apoyar el derecho del pueblo a la autodeterminación política y económica,
- Contribuir a la construcción del Gran Magreb ,
- Apoyar a la OUA en sus esfuerzos por consolidar la estabilidad política en África y la implementación de la complementariedad económica entre sus Estados miembros.
- La creación de la paz y la seguridad internacionales y contribuir al desarrollo económico y social de los pueblos del mundo, desde la base de la justicia y la equidad .
- 4.to Capítulo: Derechos y garantías constitucionales

Artículo 25: Todos los ciudadanos son iguales ante la ley, tanto por protección como por sanción.
Artículo 26: La libertad individual está garantizada. Nadie puede ser privado del ejercicio de su libertad, excepto por ley. Todo ciudadano es inocente hasta que se confirme su culpabilidad.
Artículo 27: Está prohibido atentar contra la intimidad del hombre, actuar contra su honor o ejercer sobre él cualquier violencia física o moral, o cualquier atentado a su dignidad. La residencia de cualquier ciudadano es inviolable. El acceso requerirá orden de la autoridad judicial competente.
Artículo 28: Todos los ciudadanos deben poder defender sus derechos ante las autoridades judiciales competentes.
Artículo 29: La libertad de expresión oral y escrita está garantizada y ejercida por la ley.
Artículo 30: Se reconoce y garantiza el derecho a formar asociaciones y partidos políticos tras lograr la plena soberanía sobre el territorio.
Artículo 31: Hasta la culminación de la soberanía nacional, el Frente Polisario sigue siendo el marco político que reúne y moviliza a los saharauis, para expresar sus aspiraciones y su derecho legítimo a la autodeterminación e independencia y para defender su unidad nacional y mejorar la construcción del Estado soberano saharaui.
Artículo 32: Todo ciudadano que cumpla con las condiciones legales requeridas tiene derecho a elegir y ser elegido.
Artículo 33: Todos los ciudadanos tienen derecho a presentarse como candidatos a cargos públicos de acuerdo con los criterios definidos por la ley.
Artículo 34: La propiedad privada está garantizada y organizada por ley.
Artículo 35: Se garantiza el derecho a la educación. La educación es obligatoria y gratuita. El estado organiza las instituciones educativas de acuerdo con las leyes académicas.
Artículo 36: Todos los ciudadanos tienen derecho a protección y atención médica .
Artículo 37: El trabajo es un derecho, un deber y un honor para todos los ciudadanos.
Artículo 38: El Estado garantiza la protección de las madres, los niños, los ancianos y los discapacitados, establece instituciones para tal fin, adopta una política de seguridad social y promulga las leyes necesarias.
Artículo 39: El estado promoverá la vivienda para todos los ciudadanos.
Artículo 40: El Estado garantiza a los padres (padre y madre) de los mártires, a sus hijos que no hayan cumplido la mayoría de edad, a los heridos de guerra, a los prisioneros en territorio enemigo y a las víctimas de la guerra de liberación los derechos materiales y morales por definir por ley.
Artículo 41: El Estado persigue la promoción de la mujer y su participación política, social y cultural, en la construcción de la sociedad y el desarrollo del país.
Artículo 42: El estado vela por la mejora continua de las capacidades de los jóvenes y su mejor aprovechamiento.
Artículo 43: Los extranjeros que residen en el territorio de la RASD tienen derecho a practicar su religión y ejercer sus hábitos y costumbres.
Artículo 44: El Estado garantiza los derechos y la propiedad privada de los extranjeros que residen legalmente en el país.
Artículo 45: Tras la culminación de la soberanía nacional, se reconocerá la economía de mercado y la libertad de iniciativa.
Artículo 46: La inversión extranjera y las inversiones públicas y privadas están organizadas por ley.
- 5.to Capítulo: Responsabilidades

Artículo 47: Todos los ciudadanos están obligados a respetar la Constitución y las leyes de la república. El desconocimiento de la ley no justifica su infracción.
Artículo 48: Hay una obligación sagrada para todos: defender la patria y participar en su liberación, defender la unidad nacional y combatir cualquier inconstancia de pertenencia que no sea del pueblo saharaui. La ley prevé severas penas por traición, espionaje por parte del enemigo, fidelidad al enemigo y delitos cometidos contra la seguridad del Estado.
Artículo 49: El servicio nacional es obligatorio, todos los ciudadanos que reúnan las condiciones legales requeridas para tal efecto, están obligados a cumplir.
Artículo 50: La protección de la familia y su promoción es obligatoria, para los padres en la educación de sus hijos y para los hijos en el respeto a sus padres.